# Diplolaimelloides oscheri
Diplolaimelloides oscheri är en rundmaskart som beskrevs av Meyl 1954. Diplolaimelloides oscheri ingår i släktet Diplolaimelloides och familjen Monhysteridae. Inga underarter finns listade i Catalogue of Life.